# 胡陶庵荫庐旧址
胡陶庵荫庐旧址，在湖南省衡阳市珠晖区东阳渡镇政府大院内，是民国时期代理衡阳市长胡瀚的别墅。

## 历史概况
胡瀚，字陶庵。曾担任新化县县长，邀请一家上海建设公司为自己在衡阳修建私人别墅。1943年，别墅建成，胡瀚为之取名“荫庐”。1944年衡阳保卫战后，日军将胡瀚的别墅拆毁。抗日战争胜利后，胡瀚再次重建别墅，1946年，别墅重新建成。
1948年，曾有白崇禧的桂军驻扎于此。1949年衡阳解放后，解放军的铁路兵团驻扎于荫庐。冬季，荫庐为共产党政府没收。1950年，胡瀚亦离开大陆前往台湾，后在台湾逢甲大学担任国画指导教授等职。1961年，东阳渡设立乡镇，荫庐成为镇政府的办公楼。
现在的荫庐有镇国土所和镇文化站在内办公。2015年12月，胡陶庵荫庐旧址被公布为衡阳市文物保护单位

## 建筑概况
胡陶庵荫庐主体为砖混结构，同时也运用了大量木构件。屋顶内部的梁架多为中式榫卯结构，但整体呈欧式风格。荫庐占地6470平方米，有房屋12间，建筑面积549平方米。